# Нотни систем
Нотни систем је средство за бележење нота. Представљен је са пет паралелних линија и четири једнака размака међу њима. Свака линија и празнина служе одређивању висине на њој записане ноте при чему увек важи правило да се нота која представља нижи тон (тон са мањом фреквенцијом) пише ниже а виши тон (тон са већом фреквенцијом) више.
Уколико ноте представљају тонове који се због веће дубине или висине не могу представити у нотном систему, користе се помоћне линије и празнине, које представљају проширење нотног система, са истим размацима између линија. Ове линије и празнине стоје само на местима где постоји потреба за писањем ових нота.
Најзначајнији фактор за одређивање тачне висине тона су кључ, који се обично пише на почетку нотног система, и предзнаци, који се обично пишу након самог кључа. Оба ова елемента се такође могу писати и у тактовима — унутар самог нотног записа. Даљи чиниоци за означавање висине тона су снизилице, повисилице и разрешилице, чијим групама се врши запис предзнака, али се такође могу користити појединачно, за дефинисање висина како појединачних нота, тако и свих нота које леже на једној линији у истом такту.